# Contarinia truncata
Contarinia truncata är en tvåvingeart som beskrevs av Ephraim Porter Felt 1908. Contarinia truncata ingår i släktet Contarinia och familjen gallmyggor. Inga underarter finns listade i Catalogue of Life.